# Chionosphaera
Chionosphaera är ett släkte av lavar. Chionosphaera ingår i familjen Chionosphaeraceae, ordningen Agaricostilbales, klassen Agaricostilbomycetes, divisionen basidiesvampar och riket svampar.
| Chionosphaera | \| \| Chionosphaera apobasidialis \| \| \| \| \| \| Chionosphaera lichenicola \| \| \| \| \| \| Chionosphaera coppinsii \| \| \| \| \| \| Chionosphaera cuniculicola \| \| \| \| |
|               | \| \| Chionosphaera apobasidialis \| \| \| \| \| \| Chionosphaera lichenicola \| \| \| \| \| \| Chionosphaera coppinsii \| \| \| \| \| \| Chionosphaera cuniculicola \| \| \| \| |
|               | Kurtzmanomyces |
|               | |
|               | Fibulostilbum |
|               | |
|               | Stilbum |
|               | |
|               | Chionosphaera apobasidialis |
|               | |
|               | Chionosphaera lichenicola |
|               | |
|               | Chionosphaera coppinsii |
|               | |
|               | Chionosphaera cuniculicola |
|               | |

|  | Chionosphaera apobasidialis |
|  |                             |
|  | Chionosphaera lichenicola   |
|  |                             |
|  | Chionosphaera coppinsii     |
|  |                             |
|  | Chionosphaera cuniculicola  |
|  |                             |